# Ko Chang
Ko Chang – trzecia co do wielkości wyspa Tajlandii, znajdująca się na wschodnim wybrzeżu Zatoki Tajlandzkiej w pobliżu granicy z Kambodżą. Jest to wyspa górzysta z wieloma wodospadami. 85% powierzchni wyspy, wraz z 50 jej mniejszymi wyspami jest częścią parku narodowego.
17 stycznia 1941 roku, opodal wyspy Ko Chang w Zatoce Syjamskiej została stoczona bitwa morska. Okręty petainowskiej Unii Francuskiej stawiły tu czoła flocie Tajlandii, państwa wspieranego przez Cesarstwo Wielkiej Japonii. Bitwa trwała ok. 100 minut i zakończyła się decydującym zwycięstwem Francji.